# Sandy Sidhu
Sandy Sidhu (Nanaimo, 5 giugno 1992) è un'attrice canadese.
In Italia è nota per aver recitato nelle serie Nurses - Nel cuore dell'emergenza.

## Biografia
Nata nella Columbia Britannica è di origine indiana e ha iniziato a recitare all'età di 14 anni. Si è trasferita a Vancouver per frequentare l'università della Columbia Britannica dove si è laureata in biologia cellulare e genetica.

## Filmografia

### Cinema
- The Wishing Bridge, regia di Ron Devitt – cortometraggio (2006)
- Afternoon Tea, regia di Daljit DJ Parmar – cortometraggio (2011)
- Preggoland, regia di Jacob Tierney (2014)
- Becoming Sophie, regia di Yan-Kay Crystal Lowe – cortometraggio (2014)
- Into the Forest, regia di Patricia Rozema (2015)
- STALLED, regia di Shilpi Roy – cortometraggio (2019)
- Donkeyhead, regia di Agam Darshi (2022)

### Televisione
- Stargate Universe – serie TV, episodi 1x03-1x09 (2009)
- Shattered – serie TV, episodio 1x05 (2010)
- Primeval: New World – serie TV, episodio 1x03 (2012)
- Arctic Air – serie TV, episodi 3x11-3x12 (2014)
- Motive – serie TV, episodio 3x13 (2014)
- Falling Skies – serie TV, episodio 5x10 (2015)
- La rovina di mia figlia (My Daughter's Disgrace), regia di Monika Mitchell – film TV (2016)
- Supernatural – serie TV, episodio 12x07 (2016)
- Con tutto il mio cuore (All of My Heart: Inn Love), regia di Terry Ingram – film TV (2017)
- Supergirl – serie TV, episodio 3x06 (2017)
- Innamorarsi sul ghiaccio (Frozen in Love), regia di Scott Smith – film TV (2018)
- Grey's Anatomy – serie TV, episodio 14x14 (2018)
- You Me Her – serie TV, episodio 3x04 (2018)
- La marcia nuziale 4 (Wedding March 4: Something Old, Something New), regia di Peter DeLuise – film TV (2018)
- Six – serie TV, episodi 2x04-2x08 (2018)
- (App)untamento per Natale (Mingle All the Way), regia di Allan Harmon – film TV (2018)
- Legends of Tomorrow – serie TV, episodi 4x01-4x15-4x16 (2018-2019)
- Home Before Dark – serie TV, episodi 1x02-1x03 (2020)
- Nurses - Nel cuore dell'emergenza (Nurses) – serie TV, 20 episodi (2020-2021)

## Riconoscimenti
- Leo Awards
  - 2019 – Candidatura come migliore interpretazione femminile non protagonista in un film per la televisione per Innamorarsi sul ghiaccio[2]
  - 2022 – Candidatura come migliore interpretazione femminile non protagonista in un film per Donkeyhead[3]

## Doppiatrici italiane
Nelle versioni in italiano delle opere in cui ha recitato, Sandy Sidhu è stata doppiata da:
- Loretta Di Pisa in Supernatural
- Mattea Serpelloni in Grey's Anatomy
- Elisa Carucci in Home Before Dark
- Chiara Francese in Nurses - Nel cuore dell'emergenza